# Saidpur (Bangladesh)
Saidpur è un sottodistretto (upazila) del Bangladesh appartenente alla divisione di Rangpur, nella parte nord-occidentale del Paese. È situata circa 80 km a ovest di Rangpur.
Saidpur è un centro di esportazione e di lavorazione della iuta. Costituisce un importante terminal ferroviario e ospita officine ferroviarie di grandi dimensioni. Tra i prodotti agricoli coltivati nelle vicinanze vi sono riso, iuta, grano, melanzane, patate, cipolle, agli, altri ortaggi di vario genere, tabacco e zenzero. La maggior parte di questi figura tra i principali prodotti esportati dalla città, assieme ad alimenti trasformati, quali biscotti e caramelle, e prodotti di alluminio. Saidpur ospita alcuni college.